# Eternal Sonata
Eternal Sonata är ett turbaserat rollspel till Xbox 360 och Playstation 3 utvecklat av Tri-Crescendo och publicerat av Namco-Bandai. I Europa distribuerades spelet av Atari. Eternal Sonata lanserades ursprungligen till Xbox 360 i Japan 14 juni 2007 och ett drygt år senare släpptes Playstation 3-versionen.
Pianisten och kompositören Frédéric Chopin dog i tuberkulos 39 år gammal. Handlingen i Eternal Sonata utspelar sig i Chopins drömvärld. Handlingen är uppdelad i kapitel där varje kapitel är döpt efter ett av Chopins verk. Spelsekvenserna varvas med fakta om Chopins liv och musikstycken han komponerat.